# Galluskapelle (St. Gallen)

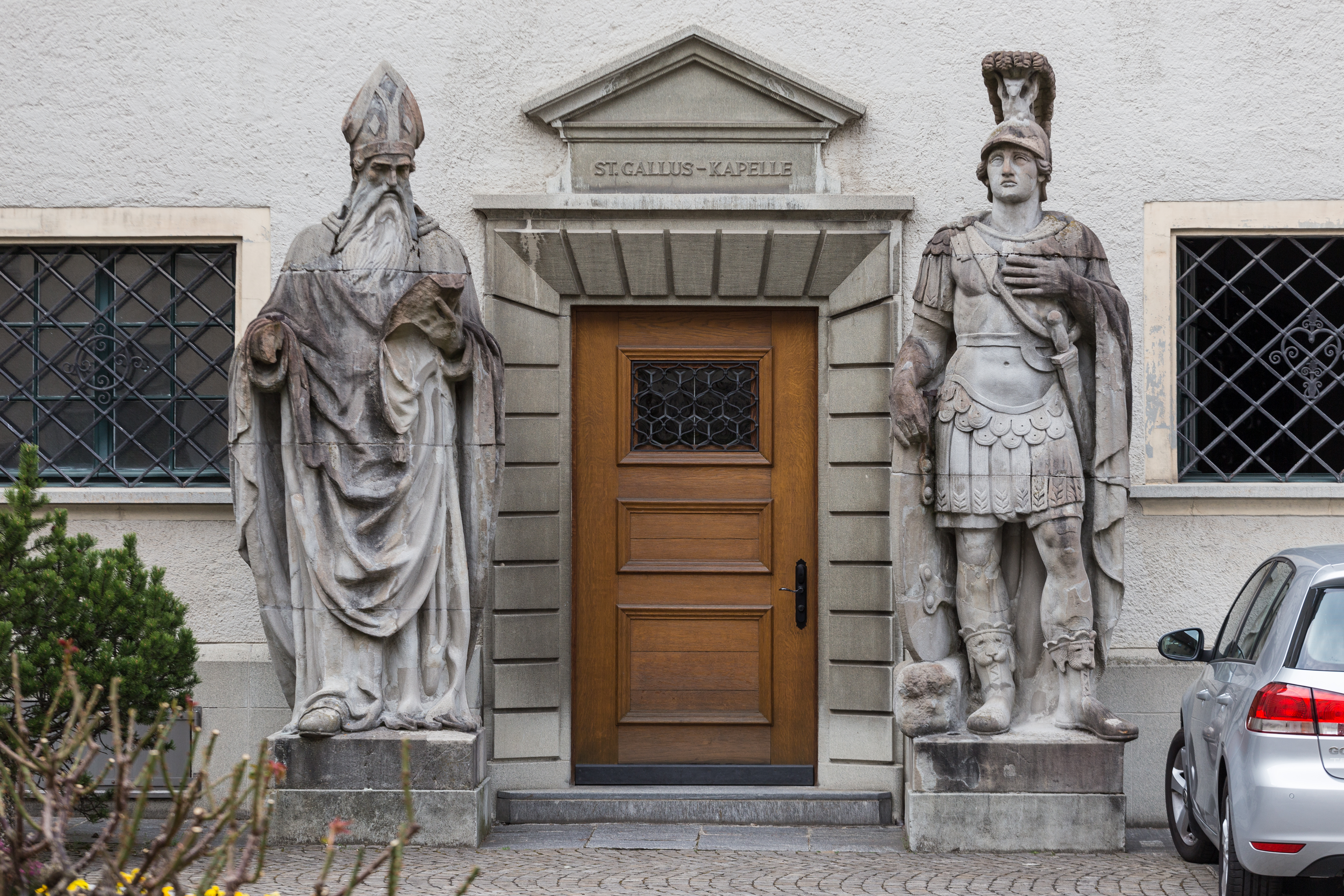
Eingang zur St.-Gallus-Kapelle, flankiert von Desiderius von Vienne und dem heiligen Mauritius

Die Galluskapelle ist eine Kapelle im Bereich des Klosterviertels in St. Gallen.
Sie wurde 1666/67 im Erdgeschoss der fürstäbtlichen Residenz neu erbaut. 1671 wurde die Kapelle zugleich mit der Weihe der darüberliegenden Bischofskapelle (Hofkapelle) konsekriert.
Die Kapelle hat einen annähernd quadratischen Innenraum. Die Wände und die Decke sind ausgefüllt mit 26 Gemälden aus dem Leben des heiligen Gallus, vermutlich von Johann Sebastian Hersche. Der Eingang wird flankiert von überlebensgrossen Statuen des heiligen Mauritius und des Desiderius von Vienne.
Bereits 971 liess der St. Galler Abt Purchart von Udalrichingen an demselben Platz eine Kapelle errichten. Neben dem Eingang wurde Purchart 975 von Bischof Konrad von Konstanz beigesetzt.
Sie ist heute, neben der Kathedrale, Taufkapelle der St. Galler Dompfarrei.